# Ormelle
Ormelle est une commune italienne de la province de Trévise, dans la région Vénétie.

## Administration
| Période                                  | Période | Identité | Étiquette | Qualité |
| ---------------------------------------- | ------- | -------- | --------- | ------- |
|                                          |         |          |           |         |
| Les données manquantes sont à compléter. |         |          |           |         |

### Hameaux
- Roncadelle
- Tempio (it)

### Communes limitrophes
Breda di Piave, Cimadolmo, Fontanelle (Italie), Maserada sul Piave, Oderzo, Ponte di Piave, San Polo di Piave